# Josh McAdam
Josh McAdam (Sudáfrica, 24 de junio de 1997) es un jugador profesional sudafricano de rugby que se desempeña en la posición de centro interior en Miami Sharks, equipo perteneciente a la liga Major League Rugby.

## Carrera
En 2022, McAdam se unió al equipo Chicago Griffins RFC (2022-2023), después pasó a Miami Sharks, disputando su primera temporada en la Major League Rugby. También representó a Estados Unidos con el equipo USA Hawks.